# Botanophila tridigitata
Botanophila tridigitata este o specie de muște din genul Botanophila, familia Anthomyiidae, descrisă de Fan și Chen în anul 1984. Conform Catalogue of Life specia Botanophila tridigitata nu are subspecii cunoscute.